# بوتروكسيديم
بوتروكسيديم هو مركب كيميائي يُستخدم كمبيد للأعشاب.

## الاستخدام
يُستخدم مركب البوتروكسيديم في مجموعة من مبيدات الأعشاب بهدف لقتل الحشائش والأعشاب في مجموعة متنوعة من المحاصيل واسعة النطاق. تضم مجموعة مبيدات الأعشاب التي تتشابه من الناحية الهيكلية مع البوتروكسيديم، وتُستخدم لمكافحة الحشائش مركبات: الألوكسيديم، والسيثوكسيديم، والكليثوديم، والسيكلوكسيديم.